# Спринчане Олександр Георгійович

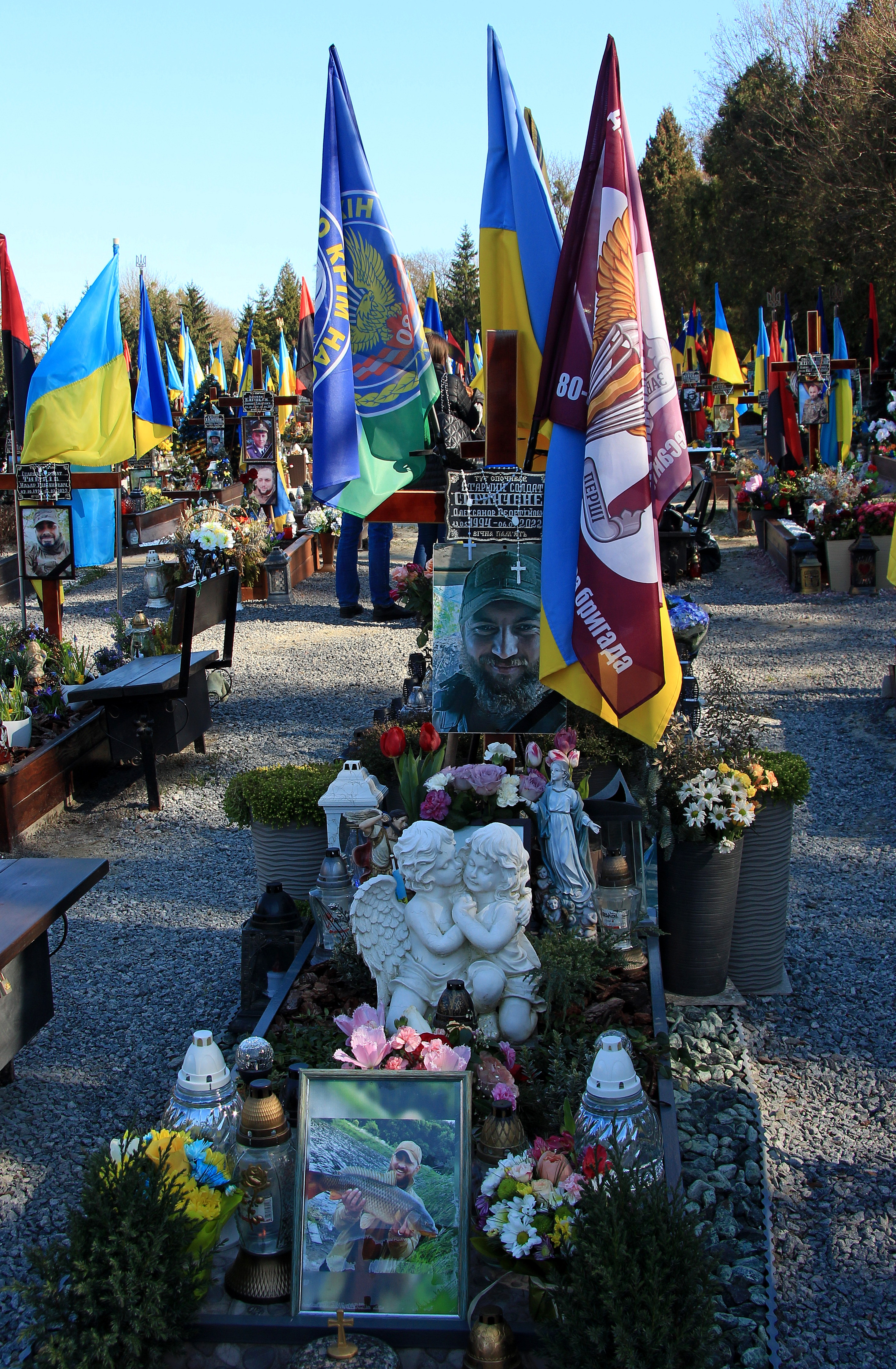

Олекса́ндр Гео́ргійович Спринчане (позивний «Грізлі»; 13 травня 1994, с. Великосілля, Чернівецька область — 6 липня 2022, біля с. Верхньокам'янське, Донецька область) — український військовослужбовець, старший солдат Збройних сил України, учасник російсько-української війни. Кавалер ордена «За мужність» III ступеня (2022, посмертно).

## Життєпис
Олександр Спринчане народився 13 травня 1994 року в селі Великосіллі, нині Герцаївської громади Чернівецького району Чернівецької области України.
Закінчив Великосільську гімназію імені Іона Германа, Чернівецький професійний ліцей сфери послуг (2013, спеціальність — оператор комп'ютерного набору та верстки). Вільно володів румунською мовою. Проживав у Львові.
Проходив службу в лавах Збройних сил України у 2014—2018 роках, учасник АТО. Працював у ТзОВ «Охоронна компанія «Крона» та ТОВ «ГЛОТ-ЗАХІД».
Із початком повномасштабного російського вторгнення брав участь у бойових діях. Стрілець-зенітник 87-го окремого аеромобільного батальйону. Загинув 6 липня 2022 року біля с. Верхньокам'янське на Донеччині.
Похований 9 липня 2022 року на Личаківському цвинтарі.
Залишилися батьки, дружина, син та брат.

## Нагороди
- орден «За мужність» III ступеня (4 серпня 2022, посмертно) — за особисту мужність і самовіддані дії, виявлені у захисті державного суверенітету та територіальної цілісності України, вірність військовій присязі[1].